# Bloed, Zweet en Luxeproblemen
Bloed, Zweet en Luxeproblemen is een Nederlands televisieprogramma dat wordt uitgezonden door BNN en is geproduceerd door Endemol Nederland. In dit programma worden jongeren meegenomen naar ontwikkelingsgebieden, waar ze enkele dagen leven samen met de lokale arbeiders en bewoners. Het eerste seizoen werd opgenomen in Ethiopië en Bangladesh. In 2018 zond de Belgische televisiezender één een eigen versie van dit programma uit.

## Seizoen 1

### Kandidaten
| Naam     | Leeftijd | Woonplaats | Beroep                         | Opmerking    |
| -------- | -------- | ---------- | ------------------------------ | ------------ |
| Majellie | 24 jaar  | Voorburg   | Parttime student               |              |
| Lotte    | 24 jaar  | Amsterdam  | Modestudent en model           |              |
| Hielke   | 19 jaar  | Ravenswoud | Boer                           |              |
| Benjamin | 28 jaar  | Den Haag   | Barkeeper                      |              |
| Daphne   | 27 jaar  | Hoorn      | Zelfstandig ondernemer         |              |
| Jordi    | 20 jaar  | Alkmaar    | Assistent-manager supermarkt   |              |
| Annejet  | 22 jaar  | Utrecht    | Student en vrijwilligerswerker | Vanaf week 5 |

### Afleveringen
| # | Uitzenddatum     | Werkplaats         | Land       |
| - | ---------------- | ------------------ | ---------- |
| 1 | 13 februari 2012 | goudmijnen         | Ethiopië   |
| 2 | 20 februari 2012 | koffieplantage     | Ethiopië   |
| 3 | 27 februari 2012 | leerlooierij       | Ethiopië   |
| 4 | 5 maart 2012     | sweatshop schoenen | Ethiopië   |
| 5 | 12 maart 2012    | mensenhaarhandel   | Bangladesh |
| 6 | 19 maart 2012    | garnalenkwekerij   | Bangladesh |
| 7 | 26 maart 2012    | textielfabriek     | Bangladesh |
| 8 | 2 april 2012     | sweatshop kleding  | Bangladesh |

3 op Reis ·
Afkicken ·
De allerslechtste echtgenoot van Nederland ·
Atletico Ananas ·
AVRO's Sterrenslag ·
Baby te huur ·
De Badgasten ·
De beste ·
Bitches ·
Bloed, Zweet en Luxeproblemen ·
Break Free · 
Cash Cab ·
Comedy Live ·
Costa! ·
Crazy 88 ·
Dennis en Valerio vs de rest ·
Dennis vs Valerio ·
Doe Maar Normaal ·
Egoland ·
Feuten ·
Finals ·
Floortje en de ambassadeurs · 
Floortje naar het einde van de wereld ·
Get Smarter in a Week ·
Golden Oldies ·
De Grote Donorshow ·
Hey DJ ·
Je zal het maar hebben ·
Je zal het maar zijn ·
Kannibalen ·
Katja vs Bridget ·
Katja vs De Rest ·
Kebab TV ·
De Klimaatpolitie ·
Lama gezocht ·
De Lama's ·
Lijst 0 ·
Loverboys ·
MaDiWoDoVrijdagshow ·
De Man met de Hamer ·
Mystery Party ·
De Nationale Eettest ·
De Nationale IQ Test ·
Neuken doe je zo! ·
De Nieuwste Show ·
Nu we er toch zijn ·
Onderweg naar Morgen ·
Over Mijn Lijk ·
Ranking the Stars ·
Rat van Fortuin ·
Ruben vs Geraldine ·
Ruben vs Katja ·
Ruben vs Sophie ·
Het schnitzelparadijs ·
De School ·
De slechtste chauffeur van Nederland ·
Sluipschutters ·
Smeris ·
De Social Club ·
Spuiten en Slikken ·
De Stalkshow ·
StartUp ·
Sterretje Gezocht ·
Stop in the Name of Love ·
Tessa ·
Tequila ·
Top of the Pops ·
Try Before You Die ·
Van God Los ·
Vier handen op één buik ·
VOC ·
Vrijdag op Maandag ·
Waar kan ik je 's nachts voor wakker maken? ·
Walhalla ·
Weg met BNN ·
De Zeven Zeeën